# オリガ・ベルゴリツ

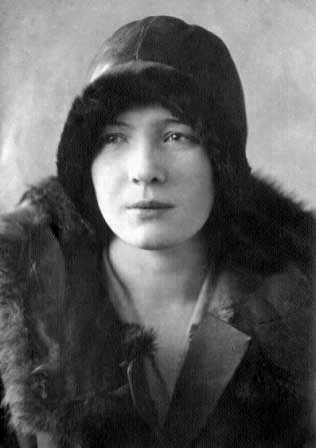
1930年のベルゴリツ

オリガ・ベルゴリツ（ロシア語:О́льга Фё́доровна Бергго́льц、1910年3月11日 - 1975年11月13日)は、ソ連邦の詩人。第二次世界大戦期の、ドイツ軍によるレニングラード包囲下におけるラジオ放送により有名。

## 生涯
軍医である父とオルデンブルク皇女学校出身で読書家の母の間に生まれ、サンクトペテルブルクの労働者地区に育つ。1918年に始まった国内戦にともなう食糧難のためにウーグリチに疎開し1920年にはサンクトペテルブルクにもどって第117統一勤労小学校で学ぶ。1924年にレーニンが死んだ時、レーニン工場付属のピオネールに入ることを決意し、集会に参加し始める。1926年にコムソモール候補となり、2年後に出版印刷所のクラスナヤ・ガゼータのコムソモール組織に移され「クラスナヤ・ベチェルナヤ・ガゼータ」紙の文書運搬係として働きながら、芸術史研究所付属芸術学上級講座・第2課程の学生となった。その講座が解散させられてからレニングラード国立大学に転校。1930年の冬に大学の哲学課程を卒業後、同窓生で夫となるニコライ・モルチャノフとともに、中央アジア・カザフスタンの地方紙「ソビエツカヤ・スチェーピ Советская степь」の編集局に派遣された。農民部で木綿栽培、工芸作物の欄を受け持ち、独学で農業を身につけた。
夫が軍隊に召集されたのをきっかけにレニングラードに戻り、大工場の一つであるエレクトロシーラ工場新聞の編集に参加し、コムソモールのページを受け持った。さらに工場史の編集に参加し、党員候補となる。この時期に詩人であるサムイル・マルシャークが彼女をマクシム・ゴーリキーに紹介している。1937年の初めに「人民の敵との関係」という事実無根の嫌疑で逮捕され、1939年の後半に釈放されたが、この事件の前に二人の娘たちを失っている。1941年6月からドイツとの戦争が始まり、1942年1月に病身だった夫が亡くなった。レニングラードがドイツ軍に包囲されている間、オリガはこの都市に残り放送局の仕事とソ連軍の広報活動に従った。市民に敵に立ち向かう勇気を与え続けた放送の原稿は1946年に本となるが、スターリンが生きている間は発売禁止となる。
スターリン死後になってレニングラード市民によってピスカリョフ墓地の壁に、「誰一人忘れまい、何一つ忘れまい　Никто не забыт Ничто не забыто」の一節がよく知られる彼女の詩が刻まれた。レーニン勲章、レニングラード防衛勲章などを受勲。レニングラードで没する。1994年にサンクト・ペテルブルクの名誉市民となる。

## 作品
- 短編『片田舎』『ジャーナリスト Журналист』(1934)
- 詩集『二月の日記Февральский дневник』(1942)
- 叙事詩『レニングラード叙事詩 Ленинградскую поэму』(1942年)
- 詩集『守備隊兵士の思い出』(1944)
- 文集『こちらはレニングラード放送局です』(1946年)